# Барон Уортон
Барон Уортон (англ. Baron Wharton) — наследственный титул в системе Пэрства Англии, первоначально пожалованный 1-му барону и его наследникам мужского пола. В 1729 году баронский титул был конфискован, когда последний наследник мужской линии был объявлен вне закона. Баронский титул был ошибочно возрождён в 1916 году.

## Барон Уортон креации 1544 года
Титул барона Уортона был создан 30 января 1544 года жалованной грамотой для сэра Томаса Уортона (1495—1568), который ранее заседал в Палате общин от Эпплби (1529—1536) и Камберленда (1542—1544). Сэр Томас Уортон получил баронский титул в награду за свою победу над шотландским войском в битве при Солуэй-Моссе в 1542 году. Баронский титул был создан с правом наследования только для наследником мужского пола. Филипп Уортон, 4-й барон Уортон (1613—1696), служил в качестве лорда-лейтенанта Бакингемшира в 1642 году.
Томас Уортон, 5-й барон Уортон (1648—1715), имел долгую и выдающуюся политическую карьеру. Он заседал в Палате общин от Вендовера (1673—1679) и Бекингемшира (1679—1696), занимал должности лорда-лейтенанта Оксфордшира (1697—1702), Бакингемшира (1702), лорда-лейтенанта Ирландии (1708—1710) и лорда-хранителя Малой печати (1714—1715). 23 декабря 1706 года для него были созданы титулы графа Уортона из графство Уэстморленд и виконта Уинчендона из Уинчендона в графстве Бакингемшир (Пэрство Великобритании). 15 февраля 1715 года он также получил титулы маркиза Уортона в графстве Уэстморленд и маркиза Мальмсбери в графстве Уилтшир (Пэрство Великобритании). Позднее в том же году для него были созданы титулы  маркиза Карлоу и  графа Ратфарнема в графстве Дублин, и барона Трима в графстве Мит (Пэрство Ирландии).
Его сын, Филипп Уортон, 2-й маркиз Уортон (1698—1731), получил 28 января 1718 года титул герцога Уортона в графстве Уэстморленд (Пэрство Великобритании). В 1729 году Филипп Уортон были лишен всех своих титулов и объявлен вне закона. В любом случае, так как после смерти герцога Уортона не было никаких наследников мужского пола, все титулы прервались.

## Возрождение баронства, или создание нового баронского титула
В 1844 году на титул барона Уортона претендовал полковник Чарльз Кемис-Тинт (1822—1891). Поскольку документ о создании баронства был потерян, Комитет по привилегиях в Палата лордов вынес ошибочное решение, что баронский титул был создан жалованной грамотой и, следовательно, может передаваться по женской линии наследования. В результате этого решения, было установлено, что при смерти герцога Уортона, титул барона Уортона попал в бездействии между сестрами герцога, леди Джейн Холт и леди Люси Морис. Кроме того, было установлено, что, после смерти леди Люси в 1739 году, леди Джейн (тогда леди Джейн Кокс) оставалась единственной наследницей, и, следовательно, имела право на баронство. Наконец, было установлено, что после смерти леди Джейн баронский титул снова впал в бездействии, где он оставался в XIX веке. Комитет по привилегиях также постановил, что он не имеет права прекратить рассмотрение деле об осуждении 1-го герцога Уортона. Таким образом, вопрос оставался нерешённым в течение 72 лет.
15 февраля 1916 года король Великобритании Георг V признал полковника Чарльза Кемиса-Тинта (1876—1934) 8-м бароном Уортоном. После его смерти титул унаследовал его сын, Джон Кемис-Тинт, 9-й барон Уортон (1908—1969), а затем его дочь, Элизабет Кемис-Тинт, 10-я баронесса Уортон (1906—1974). После её смерти в 1974 году баронский титул снова оказался в бездействии. 15 мая 1990 года титул барона Уортона был возрожден для Миртл Олив Феликс Робертсон, 11-й баронессы (1934—2000). Ей наследовал её сын, Майлз Кристофер Дэвид Робертсон, 12-й барон Уортон (род. 1964).

## Бароны Уортон (1544)

Филипп Уортон, 4-й барон Уортон, портрет Антониса Ван Дейка, 1632 год

- 1544—1568: Томас Уортон, 1-й барон Уортон (ок. 1495 — 23 августа 1568), старший сын сэра Томаса Уортона из Уортон Холла[1];
- 1568—1572: Томас Уортон, 2-й барон Уортон (1520 — 14 июня 1572), старший сын предыдущего[2];
- 1572—1625: Филипп Уортон, 3-й барон Уортон (23 июня 1555 — 26 марта 1625), единственный сын предыдущего[3];
- 1625—1696: Филипп Уортон, 4-й барон Уортон (18 апреля 1613 — 4 февраля 1696), старший сын политика сэра Томаса Уортона (1587—1622), второго сына 3-го барона Уортона[4];
- 1696—1715: Томас Уортон, 5-й барон Уортон (август 1648 — 12 апреля 1715), единственный сын предыдущего от второго брака, граф Уортон с 1706 года и маркиз Уортон с 1715 года[5].

## Маркизы Уортон (1715)

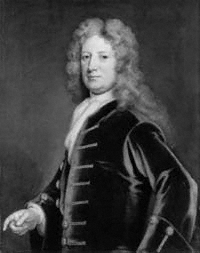
Томас Уортон, 1-й маркиз Уортон

- 1715—1715: Томас Уортон, 1-й маркиз Уортон (август 1648 — 12 апреля 1715), старший сын Филиппа Уортона, 4-го барона Уортона[5];
- 1715—1729: Филипп Уортон, 2-й маркиз Уортон (1698—1731), единственный сын предыдущего, герцог Уортон с 1718 года[6].

## Герцоги Уортон (1718)

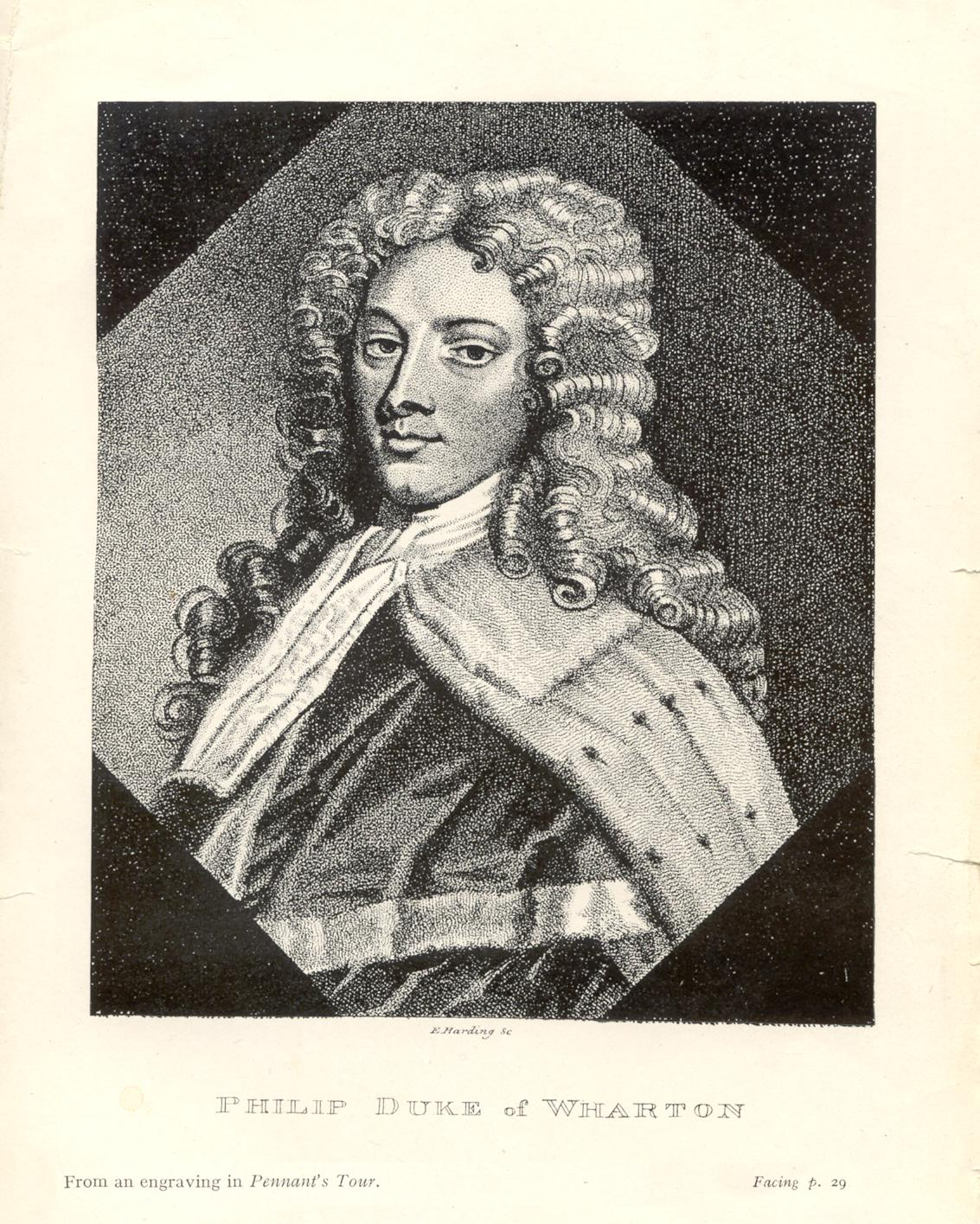
Филипп Уортон, 1-й герцог Уортон

- 1718—1729: Филипп Уортон, 1-й герцог Уортон (21 декабря 1698 — 31 мая 1731), единственный сын Томаса Уортона, 1-го маркиза Уортона[6].

## Бароны Уортон (продолжении креации 1544 года)
- 1739—1761: Джейн Уортон, 7-я баронесса Уортон (1706 — 22 декабря 1761), старшая дочь 1-го маркиза Уортона, младшая сестра Филиппа Уортона, 1-го герцога Уортона[7];
- 1916—1934: Чарльз Теодор Халсвелл Кемис-Тинт, 8-й барон Уортон (18 сентября 1876 — 4 марта 1934), старший сын Хасвелла Милборна Кемис-Тинта (1852—1899)[8];
- 1934—1969: Чарльз Джон Халсвелл Кемис-Тинт, 9-й барон Уортон (12 января 1908 — 11 июля 1969), единственный сын предыдущего[9];
- 1969—1974: Элизабет Дороти Кемис-Тинт, 10-я баронесса Уортон (1906 — 4 мая 1974), старшая сестра предыдущего, жена Дэвида Джорджа Арбетнота (1905—1985)[10];
- 1990—2000: Миртл Олив Феликс Робертсон, 11-я баронесса Уортон (20 февраля 1934 — 23 декабря 2000), старшая дочь предыдущей, жена Генри Маклауда Робертсона (1932—1996)[11];
- 2000 — настоящее время: Майлз Кристофер Дэвид Робертсон, 12-й барон Уортон (род. 1 октября 1964), старший сын предыдущих[12]
  - Наследница титула: достопочтенная Меган Робертсон (род. 8 марта 2006), единственная дочь предыдущего[13].